# Партизански отряд „Яне Сандански“
Вижте пояснителната страница за други значения на Яне Сандански.
Партизанският отряд „Яне Сандански“ е подразделение на Четвърта Горноджумайска въстаническа оперативна зона на т. нар. Народоосвободителна въстаническа армия (НОВА) по време на партизанското движение в България (1941 – 1944). Действа в района на град Свети Врач.
Партизанският отряд „Яне Сандански“ е създаден при обединението на комунистически бойни групи от Светиврачко през юни 1944 година в местността Курилото, в близост до село Склаве. Командир на отряда е Стойчо Стойчев, а политкомисар Борис Цветков. Провежда акции в селата Долени, Сугарево, Рожен, Кърланово, Любовище и Кашина. На 9 септември 1944 година установява властта на Отечествения фронт в Сугарево, Кашина, Рожен, Горна Сушица, Голешово, Яново, Катунци, Мелник, Свети Врач и Петрич. Съвместно с гръцки партизански подразделения на ЕЛАС завзема Сяр и Демирхисар в окупираната от България част на Гърция.